# Kiss Destination
Kiss Destination est un duo de J-pop, créé en 1998 sous le nom TRUE KiSS DESTiNATiON, renommé en 1999, et dissous en 2001. Il est formé du producteur, compositeur et claviériste Tetsuya Komuro, en parallèle à ses groupes globe et TM NETWORK, et de la chanteuse Asami (Asami Yoshida), ex-membre du groupe dos produit par Komuro. Komuro et Asami se marient en 2001 et ont un enfant, mais divorcent dix mois plus tard, entrainant la fin du groupe. Asami continue sa carrière en tant que chanteuse en solo. L'importante pension alimentaire à payer à son ex-épouse entrainera en partie les ennuis financiers et judiciaires que Komuro connaitra dans les années 2000.

## Discographie

### Singles
TRUE KiSS DESTiNATiON
- PRECiOUS MOMENTS -WHEN WILL I SEE YOU AGAIN- (1999/01/19) (Vinyle)
- PRECiOUS MOMENTS REMiX (1999/01/26) (Vinyle)
- ViCTiM (1999/02/09) (Vinyle)
- ViCTiM REMiX (1999/02/16) (Vinyle)
- HOW DO YOU THINK? (1999/03/02) (Vinyle)
- AFRiCA (1999/04/07)
- Girls, be ambitious! (1999/05/12)
- OVER & OVER (1999/06/30)
- Everybody's Jealous (1999/08/25)

Kiss Destination
- FUTURE OF THE DAY (1999/11/03)
- DEDICATED TO YOU (1999/12/01)
- MA・BA・TA・KI (2000/05/17)
- Kuchibue ni Saku Hana (口笛に咲く花?) (2000/10/25)
- Sweet Memories (2000/11/27)
- WAVE OF LOVE (2001/03/07)
- DEAR MY CLOSE FRIEND (2001/06/20)

### Albums
TRUE KiSS DESTiNATiON
- TRUE KiSS DESTiNATiON (1999/02/17) (indépendant)

Kiss Destination
- GRAVITY (1999/11/17)
- AMARETTO (2001/04/25)